# Боярський (селище)
Боярський (рос. Боярский) — селище Кабанського району, Бурятії Росії. Входить до складу Міського поселення Бабушкінське.
Населення — 149 осіб (2015 рік).